# Триша Кацлеровић
Трифун Триша Кацлеровић (Бока, код Сечња, 14. фебруар 1879 — Београд, 31. март 1964) био је новинар, адвокат и политичар.

## Биографија
Један је од оснивача Српске социјалдемократске странке и Главног радничког савеза. У сарадњи са Димитријем Туцовићем радио је на стварању социјалистичке федерације балканских народа. Био је социјалистички народни посланик. За посланика је изабран два пута. 1908, када је био једини посланик Социјалдемократске партије у скупштини, и 1912, када је поред њега, посланик био и Драгиша Лапчевић.
Један је од оснивача Социјалистичке радничке партије (комуниста), априла 1919. и члан Централног партијског већа од септембра 1919. године. Изабран је за народног посланика, на листи КПЈ, новембра 1920. године. Од пролећа 1921. године налазио се у руководећим партијским телима КПЈ.
Од августа 1921. године био је секретар, тада илегалне, Комунистичке партије Југославије. Био је оснивач и члан Централног одбора, легалне, Независне радничке партије Југославије. Делегат на Петом конгресу Коминтерне. Са активним партијским радом у радничком покрету престао је 1928. године. Пензионисан је 1948. године као судија Врховног суда ФНРЈ. Умро је 1964. године у Београду.
Улице у Београду, на Вождовцу, Крагујевцу, Крушевцу, Пожаревцу и Смедереву носе његово име.

## Новинарски и публицистички рад
Од штампаних гласила, био је уредник „Типографског гласника“, „Радничких новина“ и „Радника“. Био је сарадник „Дневног листа“, „Народног листа“, „Радничког листа“, „Радника“, „Окованог радника“, „Борбе“ и других.
Нека његова дела су „Руска политика и српска омладина“, „Српска социјалдемократска партија према српском сељаштву“, „Крагујевачки кравал“, „Мартовске демонстрације и Мајски преврат“, „Раднички покрет у Пожаревцу“, „Цимервалдска конференција“, „Милитаризам у Србији“, „Обзнана 29-XII-1920“, „Прве самосталне радничке организације у Србији 1895 до јула 1903“ и остало.